# Liste der Kulturdenkmale in Hermsdorf/Erzgeb.

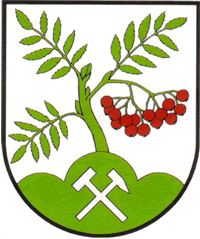
Wappen von Hermsdorf/Erzgeb.

Die Liste der Kulturdenkmale Hermsdorf/Erzgebirge enthält die Kulturdenkmale in Hermsdorf/Erzgeb.
Die Anmerkungen sind zu beachten.
Diese Liste ist eine Teilliste der Liste der Kulturdenkmale im Landkreis Sächsische Schweiz-Osterzgebirge. 

Diese Liste ist eine Teilliste der Liste der Kulturdenkmale in Sachsen.

## Legende
- Bild: Bild des Kulturdenkmals, ggf. zusätzlich mit einem Link zu weiteren Fotos des Kulturdenkmals im Medienarchiv Wikimedia Commons. Wenn man auf das Kamerasymbol klickt, können Fotos zu Kulturdenkmalen aus dieser Liste hochgeladen werden:
- Bezeichnung: Denkmalgeschützte Objekte und ggf. Bauwerksname des Kulturdenkmals
- Lage: Straßenname und Hausnummer oder Flurstücknummer des Kulturdenkmals. Die Grundsortierung der Liste erfolgt nach dieser Adresse. Der Link (Karte) führt zu verschiedenen Kartendiensten mit der Position des Kulturdenkmals. Fehlt dieser Link, wurden die Koordinaten noch nicht eingetragen. Sind diese bekannt, können sie über ein Tool mit einer Kartenansicht einfach nachgetragen werden. In dieser Kartenansicht sind Kulturdenkmale ohne Koordinaten mit einem roten bzw. orangen Marker dargestellt und können durch Verschieben auf die richtige Position in der Karte mit Koordinaten versehen werden. Kulturdenkmale ohne Bild sind an einem blauen bzw. roten Marker erkennbar.
- Datierung: Baubeginn, Fertigstellung, Datum der Erstnennung oder grobe zeitliche Einordnung entsprechend des Eintrags in der sächsischen Denkmaldatenbank
- Beschreibung: Kurzcharakteristik des Kulturdenkmals entsprechend des Eintrags in der sächsischen Denkmaldatenbank, ggf. ergänzt durch die dort nur selten veröffentlichten Erfassungstexte oder zusätzliche Informationen
- ID: Vom Landesamt für Denkmalpflege Sachsen vergebene, das Kulturdenkmal eindeutig identifizierende Objekt-Nummer. Der Link führt zum PDF-Denkmaldokument des Landesamtes für Denkmalpflege Sachsen. Bei ehemaligen Kulturdenkmalen können die Objektnummern unbekannt sein und deshalb fehlen bzw. die Links von aus der Datenbank entfernten Objektnummern ins Leere führen. Ein ggf. vorhandenes Icon  führt zu den Angaben des Kulturdenkmals bei Wikidata.

## Hermsdorf/Erzgeb.
| Bild                                    | Bezeichnung                                                                     | Lage                                        | Datierung                                    | Beschreibung | ID       |
| --------------------------------------- | ------------------------------------------------------------------------------- | ------------------------------------------- | -------------------------------------------- | --- | -------- |
| Direkt Bild zu diesem Denkmal hochladen | Straßenbrücke                                                                   | Bergstraße - (Karte)                        | 19. Jh.                                      | Bruchstein-Bogenbrücke, verkehrsgeschichtlich und technikgeschichtlich von Bedeutung. | 09277974 |
| Direkt Bild zu diesem Denkmal hochladen | Wohnstallhaus                                                                   | Bergstraße 4 (Karte)                        | um 1800                                      | Obergeschoss Fachwerk, u. a. baugeschichtliche Bedeutung. Erdgeschoss massiv, Fenster Obergeschoss weitgehend in originaler Größe, Satteldach, Rückseite Sichtfachwerk (Streben), Verschindelung. | 09277975 |
| Direkt Bild zu diesem Denkmal hochladen | Wohnstallhaus                                                                   | Bergstraße 8 (Karte)                        | wahrscheinlich 1. Hälfte 19. Jh.             | Obergeschoss Fachwerk, verschindelt, regionaltypische Holzbauweise, baugeschichtlich von Bedeutung. Erdgeschoss massiv, Fenstergewände, regionaltypischer Ocker-Anstrich, Fenster Obergeschoss in originaler Größe, ohne Sprossung, Schieferdeckung, Haustür erneuert, hölzerner Wirtschaftsteil, auch Erdgeschoss weitgehend ursprünglich erhalten. | 09277977 |
| Direkt Bild zu diesem Denkmal hochladen | Wohnstallhaus                                                                   | Bergstraße 18 (Karte)                       | vor 1750                                     | Obergeschoss Fachwerk, u. a. baugeschichtliche Bedeutung. Erdgeschoss massiv, Stalltürgewände, neueres Stallgewölbe, Quelle im Haus, Fenster weitgehend in originaler Größe, steiles Satteldach, zahlreiche ländliche Gebrauchsgegenstände noch erhalten. | 09277986 |
| Direkt Bild zu diesem Denkmal hochladen | Wohnstallhaus und Seitengebäude eines ehemaligen Dreiseithofes                  | Bergstraße 20 (Karte)                       | 18. Jh.                                      | Wohnstallhaus Obergeschoss Fachwerk verschindelt, Seitengebäude Obergeschoss Fachwerk verbrettert, baugeschichtlich relevant, bildprägendes Anwesen. Wohnstallhaus: Erdgeschoss massiv, Stallteil mit Gewölbe, zwei liegende Fenster im Obergeschoss, steiles Satteldach, Seitengebäude ist Stallscheune: Erdgeschoss massiv, Obergeschoss verbrettert, Satteldach mit Schieferdeckung. | 09277988 |
| Direkt Bild zu diesem Denkmal hochladen | Wohnstallhaus und Seitengebäude eines Zweiseithofes                             | Bergstraße 25 (Karte)                       | 18. Jh.                                      | Wohnstallhaus Obergeschoss Fachwerk, regionaltypische Holzbauweise, u. a. baugeschichtliche Bedeutung. Erdgeschoss massiv, geglättet, Fenster Obergeschoss in originaler Größe, alter Dachstuhl, Seitengebäude verbrettert. | 09277985 |
| Direkt Bild zu diesem Denkmal hochladen | Wohnstallhaus eines Dreiseithofes, siehe auch Bergstraße 27                     | Bergstraße 26 (Karte)                       | vor 1750                                     | Obergeschoss Fachwerk, verbrettert und verschindelt, bildprägende Wirkung durch exponierte Lage, u. a. baugeschichtliche von Bedeutung. Erdgeschoss massiv, Haustürgewände, zwei Stalltürgewände, Stallteil klar erkennbar, niedriges Fachwerk-Obergeschoss verbrettert, Fenster nicht entscheidend vergrößert, steiles Satteldach, altdeutsche Schieferdeckung. | 09277983 |
| Direkt Bild zu diesem Denkmal hochladen | Wohnhaus eines Dreiseithofes, siehe auch Bergstraße 26                          | Bergstraße 27 (Karte)                       | Türgewände bez. 1842                         | Obergeschoss Fachwerk, verbrettert, u. a. baugeschichtliche Bedeutung. Erdgeschoss massiv, polierte Sandsteingewände auf der Giebelseite, alle Fenster in originaler Größe, Pseudosprossung, Obergeschoss-Fenster ebenfalls in originaler Größe, Satteldach, altdeutsche Schieferdeckung, Giebel mit Zierverschindelung, ehemals wohl Auszugshaus. | 09277984 |
| Direkt Bild zu diesem Denkmal hochladen | Wohnstallhaus                                                                   | Bergstraße 29 (Karte)                       | 18. Jh.                                      | Obergeschoss Fachwerk, verschindelt, bildprägend und baugeschichtlich von Bedeutung. Erdgeschoss massiv, etwas verändert, Fenster Obergeschoss weitgehend in originaler Größe, Giebel steht vor, steiles Satteldach. | 09277982 |
| Direkt Bild zu diesem Denkmal hochladen | Wohnstallhaus, Fachwerkscheune und Stallscheune eines Dreiseithofes             | Bergstraße 32 (Karte)                       | 18. Jh.                                      | Wohnstallhaus Obergeschoss Fachwerk, bildprägend und baugeschichtlich von Bedeutung. Wohnstallhaus: Erdgeschoss massiv, geglättet, Fenster Obergeschoss weitgehend in originaler Größe, ohne Sprossung, gute Verbretterung, Satteldach, alter Dachstuhl, massive Stallscheune: mit Fenstergewänden, Drempel, Rundbogenfenster im Giebel. | 09277981 |
| Direkt Bild zu diesem Denkmal hochladen | Wohnstallhaus und Seitengebäude eines Zweiseithofes                             | Bergstraße 35 (Karte)                       | um 1800                                      | Wohnstallhaus Obergeschoss Fachwerk, verschindelt, u. a. baugeschichtlich bedeutend. Wohnstallhaus: Erdgeschoss massiv, verputzt, Sandsteinfenstergewände, Fenster Obergeschoss in originaler Größe, steiles Satteldach, altdeutsche Schieferdeckung, Seitengebäude verbrettert. | 09277979 |
| Direkt Bild zu diesem Denkmal hochladen | Wohnstallhaus                                                                   | Buchenweg 2 (Karte)                         | um 1800                                      | Obergeschoss Fachwerk, u. a. baugeschichtlich relevant. Erdgeschoss massiv, Fenster Obergeschoss weitgehend in originaler Größe, zu glatte Verbretterung des Obergeschosses, alter Dachstuhl, Schieferdeckung, trotz leichter Änderungen insgesamt im Aussehen der ländlichen Bauweise erhalten, bildprägend durch exponierte Lage. | 09277973 |
| Direkt Bild zu diesem Denkmal hochladen | Wohnstallhaus                                                                   | Dorfstraße 1 (Karte)                        | wahrscheinlich 1. Hälfte 19. Jh.             | Obergeschoss Fachwerk, zum Teil verbrettert, auenbildprägend und baugeschichtlich von Bedeutung. Erdgeschoss massiv, Sandstein-Fenstergewände, Pseudosprossung, alte Türblätter, Fachwerkkonstruktion intakt, hölzerne Stalltür, Satteldach mit Aufschieblingen, Wetterseite verbrettert, mit integriertem kleinen Scheunenteil. | 09277989 |
| Direkt Bild zu diesem Denkmal hochladen | Häuslerhaus                                                                     | Dorfstraße 8 (Karte)                        | 1. Hälfte 18. Jh. oder noch davor            | Obergeschoss Fachwerk, ältere Generation regionaltypischer Holzbauweise, baugeschichtlich von Bedeutung. Erdgeschoss massiv, Feldstein mit altem Putz, Sandstein-Fenstergewände, Obergeschoss-Öffnungen sehr klein, Giebel mit relativ neuer Zierverschindelung, steiles Satteldach, Eingang mit Wetterhäuschen, Rückseite Sichtfachwerk mit Streben. | 09277963 |
| Direkt Bild zu diesem Denkmal hochladen | Herrenbrunnen                                                                   | Dorfstraße 9 (bei) (Karte)                  | nach 1473                                    | Rest eines Brunnengewölbes und Teich – ortshistorische Relevanz. Diente der Trinkwasserversorgung des Vorderdorfes, ab 1717 Wirtschaftsbrunnen, ehemaliges Brunnenhaus verfiel, heute Gneis-Fassung. | 09277961 |
| Direkt Bild zu diesem Denkmal hochladen | Grenzstein                                                                      | Dorfstraße 9 (bei) (Karte)                  | 19. Jh.                                      | verkehrshistorisches Dokument. Sandstein, Krone und Zahl eingemeißelt, nur etwa 30 cm hoch. | 09278024 |
| Direkt Bild zu diesem Denkmal hochladen | Wohnstallhaus                                                                   | Dorfstraße 11 (Karte)                       | vor 1750                                     | Obergeschoss Fachwerk, verschindelt, Relikt der älteren Generation regionaltypischer Holzbauweise, markantes Dach, baugeschichtlich und heimatgeschichtlich von Bedeutung, altdeutsche Schieferdeckung. | 09277962 |
| Direkt Bild zu diesem Denkmal hochladen | Wohnstallhaus                                                                   | Dorfstraße 15 (Karte)                       | 18. Jh.                                      | Obergeschoss Fachwerk, verbrettert, baugeschichtliche Bedeutung. Erdgeschoss massiv, Sandstein-Fenstergewände, hölzernes Wetterhäuschen, integrierter verbretterter Wirtschaftsteil, Fenster Obergeschoss in originaler Größe und mit alter sechsfeldriger Sprossung, Giebel verbrettert, steiles Satteldach. | 09277959 |
| Direkt Bild zu diesem Denkmal hochladen | Wohnstallhaus und Scheune eines Zweiseithofes, mit neuerem Bau im Schweizerstil | Dorfstraße 22 (Karte)                       | um 1900                                      | Wohnstallhaus Obergeschoss Fachwerk, u. a. baugeschichtliche Bedeutung. Erdgeschoss massiv, Sandstein-Fenstergewände, Wetterhäuschen, Stalltür mit altem Gewände, Obergeschoss verbrettert, mit originalen Fenstergrößen, Satteldach, Scheune: verbrettert, über Eck, neuerer Bau: massiv, Fenstergewände, alte Sprossung, Drempel und Giebel verbrettert. | 09277958 |
| Direkt Bild zu diesem Denkmal hochladen | Gasthof „Grüne Tanne“; Buschhaus                                                | Frauensteiner Straße 1 (Karte)              | Kern 17. Jh.                                 | Obergeschoss Fachwerk, Konstruktion erhalten, orts- und verkehrshistorische sowie baugeschichtliche Bedeutung. Erdgeschoss massiv, mit Sandsteingewänden, Fenster Obergeschoss weitgehend in originaler Größe, Sichtfachwerk, Giebel verbrettert, Satteldach mit Schieferdeckung. | 09277966 |
| Direkt Bild zu diesem Denkmal hochladen | Wohnstallhaus eines Bauernhofes                                                 | Frauensteiner Straße 2 (Karte)              | wohl vor 1750                                | baugeschichtliche und ortsentwicklungsgeschichtliche Bedeutung. Sichtfachwerk mit Streben, ältere Generation regionaltypischer Holzbauweise, steiles Satteldach als Kaltdach schiefergedeckt, liegender Dachstuhl wohl nach Brand 1806 erneuert (bezeichneter Balken), Stallteil um 1900 mit preußischer Kappe ausgestattet. | 09303996 |
|                                         | Brechhaus                                                                       | Frauensteiner Straße 10 (gegenüber) (Karte) | 2. Hälfte 19. Jh.                            | sozial- und wirtschaftsgeschichtliche Relevanz. Bruchsteinmauerwerk, zwei segmentbogige Giebelfenster mit Gewänden. | 09277964 |
| Direkt Bild zu diesem Denkmal hochladen | Wohnstallhaus                                                                   | Frauensteiner Straße 13 (Karte)             | 18. Jh.                                      | Obergeschoss Fachwerk, verbrettert, ältere Generation regionaltypischer Holzbauweise, an bildprägender Stelle, baugeschichtlich und hausgeschichtlich von Bedeutung. Erdgeschoss massiv, Wetterhäuschen zur Außenseite. Fenster Obergeschoss in originaler Größe, steiles, markantes Satteldach, Giebelseite mit Verschindelung. | 09277960 |
|                                         | Wegestein                                                                       | Frauensteiner Straße 14 (gegenüber) (Karte) | 1. Hälfte 19. Jh.                            | verkehrsgeschichtlich von Bedeutung. | 09303997 |
| Direkt Bild zu diesem Denkmal hochladen | Wohnstallhaus und Scheune eines Zweiseithofes, mit neuerem Bau im Schweizerstil | Frauensteiner Straße 18 (Karte)             | um 1900                                      | Wohnstallhaus Obergeschoss Fachwerk, u. a. baugeschichtliche Bedeutung. Erdgeschoss massiv, Sandstein-Fenstergewände, Wetterhäuschen, Stalltür mit altem Gewände, Obergeschoss verbrettert, mit originalen Fenstergrößen, Satteldach, Scheune: verbrettert, über Eck, neuerer Bau: massiv, Fenstergewände, alte Sprossung, Drempel und Giebel verbrettert. | 09277958 |
| Direkt Bild zu diesem Denkmal hochladen | Wohnstallhaus                                                                   | Hauptstraße 7 (Karte)                       | wahrscheinlich 20. Jh., Kern womöglich älter | Obergeschoss Fachwerk, baugeschichtlich von Bedeutung und womöglich ortsgeschichtliche Relevanz. Erdgeschoss massiv, mit drei Garagentoren, Fenster Obergeschoss in originaler Größe, langes Satteldach (wahrscheinlich neueren Datums), spätes Beispiel regionaltypischer Holzbauweise. | 09277957 |
| Direkt Bild zu diesem Denkmal hochladen | Wohnstallhaus                                                                   | Hauptstraße 11 (Karte)                      | Türstock bez. 1842                           | Obergeschoss Fachwerk, baugeschichtlich von Bedeutung. Erdgeschoss massiv, Sandstein-Fenstergewände, Wetterhäuschen, Öffnungen teilweise zugesetzt, Obergeschoss Sichtfachwerk, mit originalen Fenstergrößen, Wetter-Giebelseite verschindelt, Satteldach. | 09277955 |
| Direkt Bild zu diesem Denkmal hochladen | Landhandelshaus                                                                 | Hauptstraße 18 (Karte)                      | 1950er Jahre                                 | Obergeschoss Fachwerk, Beispiel für Heimatstil der 1950er Jahre, ortshistorische und besondere baugeschichtliche Relevanz. Rustikaler Sockel, Erdgeschoss massiv, mit den typischen zeitgenössischen Fensteröffnungen und -sprossungen, Sichtfachwerk im Obergeschoss, mit Aufbretterungen, originale Fenstergrößen, Satteldach, altdeutsche Schieferdeckung, langer Dachhecht, Giebel mit neuer Zierverschindelung, Erdgeschoss mit Rampe. | 09277954 |
| Direkt Bild zu diesem Denkmal hochladen | Warenhaus                                                                       | Hauptstraße 21 (Karte)                      | 1950er Jahre                                 | ländlicher Bau, ortshistorische und besondere baugeschichtliche Relevanz. Erdgeschoss massiv, mit sechs Schaufenstern, Obergeschoss mit dichter Reihung von Fensteröffnungen, Doppelfenster mit Kreuzsprossung, steiles Satteldach, altdeutsche Schieferdeckung, lange Hechtgaupen, rustikaler Sockel. | 09277953 |
| Direkt Bild zu diesem Denkmal hochladen | Wohnstallhaus eines Dreiseithofes                                               | Hauptstraße 22 (Karte)                      | um 1910                                      | Obergeschoss Fachwerk, verbrettert, spätes Beispiel ländlicher Holzbauweise, baugeschichtlich von Bedeutung. Hohes Erdgeschoss, massiv, mit Sandstein-Fenstergewänden, Fenster Obergeschoss in originaler Größe und gesprosst, Satteldach mit Überstand. | 09277952 |
| Direkt Bild zu diesem Denkmal hochladen | Pfarrhaus                                                                       | Hauptstraße 34 (Karte)                      | 1. Hälfte 19. Jh.                            | Obergeschoss Fachwerk, verschindelt, baugeschichtlich und ortsgeschichtlich von Bedeutung. Erdgeschoss massiv, Sandstein-Fenstergewände, Sprossung im Denkmalsinn erneuert, Fenster Obergeschoss in originaler Größe, Satteldach, altdeutsche Schieferdeckung, im Westen des Pfarrhauses Reste der alten Einfriedung des Pfarrgartens (Zaunpfeiler aus Sandstein), Solitärbäume (im Westen des Pfarrhauses eine Esche und ein Stubben einer Esche, im Osten Stubben eines Bergahorn). | 09277967 |
|                                         | Wohnstallhaus und Seitengebäude                                                 | Hauptstraße 36 (Karte)                      | um 1800                                      | beide Obergeschoss Fachwerk, zum Teil verbrettert, u. a. baugeschichtliche Bedeutung. Wohnstallhaus: Erdgeschoss massiv, zum Teil mit gesprossten Winterfenstern, hölzernes Wetterhäuschen, innen originale Türen, Fenster Obergeschoss sechsfeldrig gesprosst und in originaler Größe, Giebel verschindelt, Rückseite verbrettert, Satteldach, altdeutsche Schieferdeckung, Seitengebäude verbrettert. | 09277968 |
| Direkt Bild zu diesem Denkmal hochladen | Sachgesamtheit Friedhof Hermsdorf, bestehend aus dem Friedhof und Einfriedung   | Hauptstraße 37 (Karte)                      | 1821                                         | Sachgesamtheit Friedhof Hermsdorf bestehend aus dem Friedhof (Gartendenkmal) und dem Einzeldenkmal Einfriedung (Einzeldenkmal ID-Nr. 09277970) – ortsgeschichtlich von Bedeutung. Keine älteren Gräber, aus dem 19. Jh. das der Erbrichterfamilie. | 09301369 |
| Direkt Bild zu diesem Denkmal hochladen | Friedhof Hermsdorf; Einfriedung (Einzeldenkmal zu ID-Nr. 09301369)              | Hauptstraße 37 (Karte)                      | 1821 (Einfriedung)                           | Einzeldenkmal der Sachgesamtheit Friedhof Hermsdorf: Einfriedung – ortsgeschichtlich von Bedeutung. Keine älteren Gräber, aus dem 19. Jh. das der Erbrichterfamilie. | 09277970 |
| Direkt Bild zu diesem Denkmal hochladen | Schule                                                                          | Hauptstraße 38 (Karte)                      | 2. Hälfte 19. Jh.                            | ortshistorische Bedeutung. Zweigeschossiger massiver Putzbau mit altem Putz, Resten von Putzgliederung, überall Sandstein-Fenstergewände, Gurtgesims, Giebellünette, lediglich Sprossung und ursprüngliche Haustür verloren, Nordseite verbrettert. | 09277969 |
| Direkt Bild zu diesem Denkmal hochladen | Wohnstallhaus (mit Anbau und mit integriertem Wirtschaftsteil)                  | Hauptstraße 39 (Karte)                      | 18. Jh.                                      | Obergeschoss Fachwerk, verbrettert, baugeschichtlich relevant. Erdgeschoss massiv, verändert, leichte Eingriffe in die Obergeschoss-Fachwerkkonstruktion, steiles Satteldach, alter Baukörper, alter Dachstuhl. | 09277971 |
| Direkt Bild zu diesem Denkmal hochladen | Wohnstallhaus                                                                   | Hauptstraße 41 (Karte)                      | 18. Jh.                                      | Obergeschoss Fachwerk, verbrettert und verschindelt, u. a. baugeschichtlich relevant. Erdgeschoss massiv, mit leicht vergrößerten Fenstern, desgleichen Obergeschoss, steiles Satteldach, altdeutsche Schieferdeckung, Konstruktion, Baukörper und Dachstuhl ursprünglich erhalten. | 09277972 |
| Direkt Bild zu diesem Denkmal hochladen | Mangelgebäude mit Wäschemangel                                                  | Im Richtergrund 2 (Karte)                   | 19. Jh.                                      | hauswirtschaftsgeschichtliche und ortshistorische Relevanz. Kleines eingeschossiges Gebäude mit Holzkonstruktion, verbrettert, Krüppelwalmdach, altdeutsche Schieferdeckung, Technik vorhanden. | 09278029 |
|                                         | Kriegerdenkmal                                                                  | Kalkwerkstraße - (Karte)                    | 1920er Jahre (Kriegerdenkmal)                | Kriegerdenkmal; Denkmal für die Gefallenen des Ersten Weltkrieges – ortsgeschichtliche Bedeutung. Kniender Soldat auf beschriftetem Sockel. Bildhauer: Arnold aus Dresden. Standort: außerhalb des Kirchhofs im Norden der Einfriedungsmauer Grünanlage mit orthogonalem Wegesystem, in dieser Anlage steht an der Nordwand der ehemaligen Leichenhalle das Kriegerdenkmal auf einem Sandsteinsockel der von einer schmalen Beetfläche umgeben ist. | 09277949 |
| Direkt Bild zu diesem Denkmal hochladen | Ehem. Gasthof Erbgericht                                                        | Kalkwerkstraße 1 (Karte)                    | vermutlich 18. Jh.                           | Obergeschoss Fachwerk, verbrettert und verschindelt, baugeschichtlich und ortsgeschichtlich von Bedeutung. Erdgeschoss massiv, Sandstein-Fenstergewände, Garageneinbauten, Fenster Obergeschoss in originaler Größe und gesprosst, zum Teil aber Pseudosprossung, Giebel mit Zierverschindelung, Satteldach, altdeutsche Schieferdeckung. | 09277950 |
| Direkt Bild zu diesem Denkmal hochladen | Wohnhaus                                                                        | Kalkwerkstraße 2 (Karte)                    | 1930er Jahre                                 | Obergeschoss Fachwerk, verbrettert, im Sinne regionaltypischer Bauweise gestaltet, baugeschichtlich von Bedeutung. Erdgeschoss massiv, verputzt, segmentbogiger Eingang mit originalem Türblatt, neueres Baudatum u. a. an den rückwärtigen Fensterachsen erkennbar, sechsfeldrige Sprossung (aber einflügelig), altdeutsche Schieferdeckung. | 09277951 |
|                                         | Dorfkirche Hermsdorf                                                            | Kirchplatz 3 (Karte)                        | Turm bez. 1889                               | Dorfkirche mit Kirchhof und Einfriedung sowie Allee zum Pfarrhaus (Gartendenkmal) – neoromanische Dorfkirche, baugeschichtlich, ortsgeschichtlich und ortsbildprägend von Bedeutung. Evangelische Pfarrkirche. 1889/90 wurde der Bau von 1696 durch die jetzige Kirche ersetzt. Restaurierung 1989/90. Einschiffige Anlage, stark eingezogener Chor mit 3/8-Schluss, Westturm. Die Fenster rundbogig. Im Innern Kassettendecke und eingeschossige Emporeneinbauten. Der Chor mit Kreuzgratgewölbe. Von der Ausstattung der alten Kirche ist der Taufstein erhalten, bezeichnet 1567, Restaurierung 1890. Eule-Orgel von 1890 (Dehio Sachsen I, 1996). | 09277948 |
| Weitere Bilder                          | Feldstein-Kalkofen und Feldsteingebäude                                         | Nassauer Straße 9 (Karte)                   | 1923                                         | technikgeschichtlich von Bedeutung. | 09277991 |
| Direkt Bild zu diesem Denkmal hochladen | Schule mit späteren Erweiterungen                                               | Schulweg 3 (Karte)                          | 1909                                         | im Reformstil erbaut mit Anklängen an regionaltypische Holzbauweise, baugeschichtlich und ortsgeschichtlich von Bedeutung. Erdgeschoss massiv, Obergeschoss- und Giebelzone verbrettert und verschindelt, Schieferdeckung, Krüppelwalmdach, Dachreiter. | 09277978 |
| Weitere Bilder                          | Biedermannsmühle                                                                | Talstraße 1 (Karte)                         | Türgewände bez. 1868                         | Wohnmühlenhaus und Seitengebäude eines Mühlenanwesens – Wohnmühlenhaus Obergeschoss Fachwerk, baugeschichtlich und ortsgeschichtlich von Bedeutung. Wohnmühlenhaus: Erdgeschoss massiv, Haustürgewände mit Segmentbogenabschluss, Fachwerk verschindelt, Fenstergrößen original, Satteldach, Seitengebäude: zum Teil massiv, zum Teil Holzkonstruktion, mit Verbretterung der Giebelseite, Technik und Wasserbau nicht mehr vorhanden. | 09277965 |
| Direkt Bild zu diesem Denkmal hochladen | Wohnstallhaus mit integriertem Scheunenteil                                     | Waldeck 2 (Karte)                           | wahrscheinlich vor 1750                      | Obergeschoss Fachwerk, baugeschichtliche Relevanz und auenbildprägend. Erdgeschoss massiv, Sandstein-Fenstergewände, Türgewände, Haustür nicht original, Obergeschoss Sichtfachwerk, originale Fenstergrößen, Streben, Giebel mit Zierverschindelung, Satteldach mit Schieferdeckung, Wetterseite. verbrettert | 09277990 |

## Neuhermsdorf
| Bild           | Bezeichnung                 | Lage                          | Datierung | Beschreibung | ID       |
| -------------- | --------------------------- | ----------------------------- | --------- | --- | -------- |
| Weitere Bilder | Bahnhof Hermsdorf-Rehefeld  | Alte Bahnhofstraße 7 (Karte)  | 1885      | Ehemaliges Bahnhofsgebäude, Bahntrasse und zwei Wasserkräne der ehemaligen Bahnstrecke Holzhau – Moldau – eisenbahngeschichtlich und regionalgeschichtliche Bedeutung. Werkstein-Bogenbrücken, Bahnhofsgebäude mit Veränderungen, im Stationsgebäude wertvolle Holzdecke, Trasse heute als Wanderweg genutzt. | 09277992 |
|                | Altes Zollhaus – Türgewände | Altenberger Straße 7 (Karte)  | bez. 1842 | Türgewände mit Schlussstein und altem Türblatt sowie Gewölbe des Hauses – baugeschichtlich und ortsgeschichtlich von Bedeutung. Giebelseite des Alten Zollhauses. | 09278025 |
| Weitere Bilder | Hotel »Wettin«              | Altenberger Straße 24 (Karte) | um 1910   | Hotelbau – im Reformstil errichtet, baugeschichtliche und ortsgeschichtliche Bedeutung. | 09303998 |

## Seyde
| Bild                                    | Bezeichnung                                                        | Lage                                  | Datierung                              | Beschreibung | ID       |
| --------------------------------------- | ------------------------------------------------------------------ | ------------------------------------- | -------------------------------------- | --- | -------- |
| Direkt Bild zu diesem Denkmal hochladen | Wohnhaus                                                           | Bergstraße 12 (Karte)                 | 1. Hälfte 19. Jh.                      | Obergeschoss Fachwerk, verschindelt, baugeschichtlich von Bedeutung. Konstruktion erhalten, Erdgeschoss massiv, sehr geglättet, Fenster Obergeschoss in originaler Größe, Satteldach. | 09278001 |
| Direkt Bild zu diesem Denkmal hochladen | Wohnstallhaus und Seitengebäude                                    | Bergstraße 13 (Karte)                 | 18. Jh.                                | Wohnstallhaus Obergeschoss Fachwerk, verbrettert, in Konstruktion und Aussehen ursprünglich erhalten, baugeschichtlich und straßenbildprägend von Bedeutung. Erdgeschoss massiv, Sandsteinfenstergewände, Haustür nicht original, Fenster Obergeschoss in originaler Größe, Giebel bergwärts verschindelt, Satteldach, Seitengebäude verbrettert. | 09278002 |
| Direkt Bild zu diesem Denkmal hochladen | Wohnstallhaus                                                      | Bergstraße 15 (Karte)                 | vor 1750                               | Obergeschoss Fachwerk, verbrettert, hochgradig in Konstruktion und Aussehen erhalten, älteste hier noch vorhandene Generation regionaltypischer Holzbauweise, baugeschichtlich und ortsbildprägend von Bedeutung. Erdgeschoss massiv, Sandsteinfenstergewände, Fenster Obergeschoss in originaler Größe, Satteldach mit Überstand, Giebel verschiefert, integrierter verbretterter Wirtschaftsteil.                                                                                                   | 09278003 |
| Direkt Bild zu diesem Denkmal hochladen | Wohnstallhaus                                                      | Bergstraße 16 (Karte)                 | 18. Jh.                                | Obergeschoss Fachwerk, regionaltypisch verschindelt, weitgehend in Konstruktion und Aussehen erhalten, baugeschichtlich und ortsbildprägend von Bedeutung. Erdgeschoss massiv, etwas geglättet, Fenster Obergeschoss in originaler Größe, Satteldach mit Schieferdeckung. | 09278004 |
| Direkt Bild zu diesem Denkmal hochladen | Wohnstallhaus                                                      | Bergstraße 20 (Karte)                 | wohl um 1850                           | Obergeschoss Fachwerk, verschindelt, Konstruktion erhalten, baugeschichtlich und ortsbildprägend von Bedeutung. Erdgeschoss massiv, alle Fenster in originaler Größe, Giebel mit Fischgrät-Verschindelung, Satteldach mit Schieferdeckung. | 09278017 |
| Direkt Bild zu diesem Denkmal hochladen | Wohnstallhaus                                                      | Bergstraße 22 (Karte)                 | 18. Jh.                                | Obergeschoss Fachwerk, verschindelt, weitgehend regionaltypisches Aussehen, baugeschichtlich und ortsbildprägend von Bedeutung. Erdgeschoss massiv, geglättet, Fenster Obergeschoss leicht vergrößert, ohne Sprossung, Kubatur und Dachstuhl original erhalten. | 09278005 |
| Direkt Bild zu diesem Denkmal hochladen | Wohnstallhaus                                                      | Bergstraße 25 (Karte)                 | 18. Jh.                                | Obergeschoss Fachwerk, verschindelt, Kubatur und Konstruktion erhalten, baugeschichtlich von Bedeutung. Im Erdgeschoss einige Änderungen, z. B. liegende Fenster an der Giebelseite, Fenster Obergeschoss jedoch in originaler Größe, Giebel mit Fischgrätverschindelung. | 09278007 |
| Direkt Bild zu diesem Denkmal hochladen | Wohnhaus                                                           | Bergstraße 26 (Karte)                 | 1. Hälfte 19. Jh.                      | Obergeschoss Fachwerk, verschindelt, baugeschichtlich und ortsbildprägend von Bedeutung. Erdgeschoss massiv, verputzt, durchweg gesprosste Doppelfenster erhalten, Fenster Obergeschoss ohne Sprossung, aber originale Größe, Giebel verbrettert, Schieferdeckung. | 09278006 |
| Direkt Bild zu diesem Denkmal hochladen | Berghof Seyde                                                      | Bergstraße 50 (Karte)                 | nach 1870                              | Gasthof – Obergeschoss Fachwerk, verbrettert, mit Einflüssen des Schweizerstils, ortsgeschichtlich von Bedeutung. Erdgeschoss massiv, verändert, aber Sandsteinfenstergewände, Fenster Obergeschoss in originaler Größe, Seitengiebel mit Spitzbogenfenstern und Dachüberstand. | 09278013 |
| Direkt Bild zu diesem Denkmal hochladen | Spritzenhaus                                                       | Bergstraße 51 (Karte)                 | 2. Hälfte 19. Jh.                      | orts- und sozialhistorisch von Bedeutung. Eingeschossiger massiver Putzbau mit Giebellünette, Schieferdeckung. | 09278015 |
| Direkt Bild zu diesem Denkmal hochladen | Kriegerdenkmal                                                     | Bergstraße 51 (bei) (Karte)           | nach 1918                              | Kriegerdenkmal für die Gefallenen des 1. Weltkrieges – ortsgeschichtlich von Bedeutung. Natursteinstele mit Eisernem Kreuz und Aufschrift. | 09278014 |
| Direkt Bild zu diesem Denkmal hochladen | Wohnstallhaus                                                      | Bergstraße 55 (Karte)                 | vor 1800                               | Obergeschoss und Giebel Fachwerk, verbrettert und verschindelt, trotz einiger Fensterveränderungen im Obergeschoss durch Kubatur und Dachstuhl markant, baugeschichtlich und ortsbildprägend von Bedeutung. Erdgeschoss massiv, Obergeschoss-Fenster zum Teil verändert, aber nicht liegend, Giebel mit Zierverschindelung, Rückseite Sichtfachwerk. | 09278016 |
| Direkt Bild zu diesem Denkmal hochladen | Wohnstallhaus                                                      | Bergstraße 64 (Karte)                 | vor 1750                               | Obergeschoss Fachwerk, verbrettert, Giebelseiten verschindelt, hochgradig in Konstruktion und Aussehen erhalten, baugeschichtlich und ortsbildprägend von Bedeutung. Erdgeschoss massiv, zum Teil mit Sandsteinfenstergewänden, keine alten Haustüren, Fenster Obergeschoss in originaler Größe, keine Sprossung, steiles Satteldach. | 09278021 |
| Weitere Bilder                          | Technik der Herklotzmühle                                          | Rehefelder Straße 1 (Karte)           | wohl ab 1. Hälfte 20. Jh.              | Herklotzmühle – technikgeschichtlich von Bedeutung. Alle technischen Bestandteile einer Schneidemühle vorhanden. | 09278027 |
| Direkt Bild zu diesem Denkmal hochladen | Wegestein                                                          | Rehefelder Straße 1 (bei) (Karte)     | 19. Jh.                                | verkehrsgeschichtlich von Bedeutung, bezeichnet „5000“. | 09303999 |
|                                         | Zinnbrücke                                                         | Rehefelder Straße 1 (bei) (Karte)     | um 1700                                | Brücke (zweibogig) und Mühlgraben der Herklotzmühle – baugeschichtlich und technikgeschichtlich von Bedeutung. Durch den kleineren Bogen fließt der Mühlgraben, durch den größeren die Wilde Weißeritz. | 09277995 |
| Direkt Bild zu diesem Denkmal hochladen | Wohnstallhaus mit integriertem, späteren Wirtschaftsteil           | Rosentalstraße 65 (Karte)             | 18. Jh., evtl. älter                   | Obergeschoss Fachwerk, verbrettert, Giebelseiten verschindelt, Konstruktion erhalten, älteste Generation hier noch vorhandener regionaltypischer Holzbauweise, baugeschichtlich und sozialgeschichtlich von Bedeutung. Erdgeschoss massiv, mit teilweise veränderten Fenstergrößen, Haustüren nicht original, Fenster Obergeschoss in originaler Größe, keine Sprossung, Satteldach, Obergeschoss-Luke.                                                                                               | 09278020 |
| Direkt Bild zu diesem Denkmal hochladen | Grabstätte                                                         | Rosentalstraße 66 (gegenüber) (Karte) | nach 1945                              | Grabstätte für den polnischen Staatsbürger Walenty Sobczak (1903–1945) – ortsgeschichtlich von Bedeutung. OdF. | 09278019 |
| Direkt Bild zu diesem Denkmal hochladen | Wohnstallhaus und Scheune eines Zweiseithofes                      | Stempelsternweg 27 (Karte)            | nach 1800                              | Wohnstallhaus Obergeschoss Fachwerk verbrettert, Scheune Holzkonstruktion, von regionaltypischem Aussehen, baugeschichtlich von Bedeutung. Wohnstallhaus: Erdgeschoss massiv, Fenster Obergeschoss in originaler Größe, Satteldach, Scheune verbrettert, gut erhalten, Schieferdeckung. | 09278011 |
| Direkt Bild zu diesem Denkmal hochladen | Wohnhaus                                                           | Stempelsternweg 36 (Karte)            | 2. Hälfte 19. Jh.                      | Obergeschoss Fachwerk, verbrettert, ehemaliges Postgebäude, Konstruktion und Aussehen bis in Details erhalten, baugeschichtlich und straßenbildprägend von Bedeutung. Erdgeschoss massiv, verputzt, Sandsteinfenstergewände, alle Fenster gesprosst und in originaler Größe, Sandsteintürgewände, Haustür wahrscheinlich 1920er Jahre, sorgfältige Verbretterung des Obergeschosses, Satteldach, Giebel mit Fischgrätverschindelung.                                                                  | 09278008 |
| Direkt Bild zu diesem Denkmal hochladen | Schule                                                             | Stempelsternweg 37 (Karte)            | bez. 1900 in Schlussstein über Eingang | ortsgeschichtlich von Bedeutung. Gelber Klinkerbau mit zum Teil erhaltenem Ornament, Sockelgeschoss Zyklopenmauerwerk, alle Fenster mit Sandsteingewänden, Obergeschoss mit originalen Doppelfenstern, seitlicher Eingang mit veränderter Tür, Gurtgesims (Putz), verkröpftes Traufgesims, Satteldach mit Schieferdeckung, Nordseite verbrettert und verändert, zwischen den Geschossen angebracht: Sandsteinmedaille mit Spruch.                                                                     | 09278009 |
| Direkt Bild zu diesem Denkmal hochladen | Alte Schule mit Seitengebäude                                      | Stempelsternweg 42 (Karte)            | bez. 1847 in Supraporte                | Schule mit Seitengebäude und Torbogen – bis ins Detail ursprünglich erhalten, ortsbildprägend und ortshistorisch von Bedeutung. Zweigeschossiger massiver Putzbau, mit Sandstein-Fenstergewänden, an beiden Giebelseiten Rundbogen-Zwillingsfenster, Eingang an Schmalseite, bekrönt, mit zweistufiger Freitreppe, Fenstersprossung, Krüppelwalmdach verschiefert, desgleichen Dachreiter (Welsche Haube, mit Glocke), Wetterfahne, Gebäude durch Bogen mit kleinem massiven Seitengebäude verbunden. | 09278010 |
| Direkt Bild zu diesem Denkmal hochladen | Wohnstallhaus und ein Seitengebäude eines ehemaligen Dreiseithofes | Stempelsternweg 46 (Karte)            | 1. Hälfte 19. Jh.                      | Obergeschoss Fachwerk, in Aussehen, Konstruktion und Gestalt erhalten, baugeschichtlich und ortsbildprägend von Bedeutung. Wohnstallhaus: Erdgeschoss massiv, Stallteil klar erkennbar, mit Türgewände, Obergeschoss-Fenster in originaler Größe, Giebel verschindelt, das Seitengebäude Holzkonstruktion, verbrettert. | 09278012 |

## Ausführliche Denkmaltexte
1. ↑  Wohnstallhaus, Frauensteiner Straße 2 

Denkmaltext: Stattliches Wohnstallhaus eines ehemaligen Dreiseithofes am Lokationsort des späten Mittelalters, breit gelagerter Fachwerkbau mit steilem Satteldach, Erdgeschoss Feldstein von ca. 60 cm Stärke, dreizoniger Grundriss noch nachvollziehbar, ehem. Stallteil um 1900 mit preußischem Kappengewölbe ausgestattet, Obergeschoss Fachwerk mit Streben, zum Teil Sichtfachwerk, Giebelseite verbrettert, die beiden Rückseiten durch vor etwa einer Generation eingefügte liegende Fenster in der Konstruktion beeinträchtigt, Kaltdach mit Schieferdeckung, liegender Dachstuhl mit Windrispen auch in der Mittelachse, wohl 1806 erneuert (Bezeichnung auf einem Balken), insgesamt hat das Bauernhaus noch etwa 60 Prozent seiner Originalsubstanz, es gehört, Mitte des 18. Jh. oder noch davor entstanden, zur älteren Generation noch existierender regionaltypischer Holzbauweise, baugeschichtliche und ortsentwicklungsgeschichtliche Bedeutung. Es prägt auch stark das Bild des in seinem Waldhufencharakter noch authentischen Oberdorfes (LFD/2012).
2. 1 2  Friedhof Hermsdorf 

Einfriedung: verputzte Einfriedungsmauer aus Bruchsteinmauerwerk mit Abdeckplatten aus Sandstein, im Norden verputzte Torpfeiler mit Abdeckplatten aus Sandstein, Ost-Tor mit verputzten Torpfeilern, Sandsteinaufsätzen und zweiflügeligem Holztor aus Latten. 
 Urnenhäuschen der Familie Grohmann (Erbrichterfamilie) in der NW-Ecke des Friedhofs. 

Feierhalle. – Grabmale: am Weg zum Urnenhaus der Familie Grohmann an der nördlichen Umfassungsmauer eine liegende Grabplatte mit Aufschrift „Philipp Alfr. / Grohmann, / geb. d. 5. Octb. 1869, / gest. 17. Aug. 1894.“ und eine liegende Grabplatte mit der Aufschrift „PROFESSOR / DR. EDMUND / GROHMANN / GEST. D. 5. Juli 1919 / WIE GOTT WILL“ im Süden des Weges Grabmal des Carl August Grohmann (Inschrift schwer lesbar).
3. ↑  Friedhof Hermsdorf 

Bodenrelief: von Ost nach West ansteigendes Gelände mit Terrassierung durch Böschungen. 

Erschließung: Zugangsweg von der Kalkwerkstraße im Norden zum Nord-Tor, Zugangsweg von der Hauptstraße zum Ost-Tor, Wegekreuz mit Nord-Süd-Achse und Ost-West-Achse, Wege parallel zu den Einfriedungsmauern im Norden, Osten, Süden und Westen (Wege z. T. als Graswege). 

Gehölze: Solitärbäume (in der NW-Ecke eine Buche, im Westen des Nord-Tores eine Fichte, im Osten des Nordtores zwei Eschen, außerhalb des Friedhofs im NO eine Esche und im SO eine Buche). 

Grabeinfassung: zum großen Teil einheitliche Grabeinfassungen für Doppel- und Einzelgrabstellen. 

Blickbeziehung: über die östliche und südliche Einfriedungsmauer weite Sicht in die umgebende Landschaft, nach Norden Blickbezug zur Kirche.
4. ↑  Kirche und Kirchhof Hermsdorf. Saalkirche: Polygonalmauerwerk, Sandstein, Ostturm mit steiler pyramidaler Haube, innen: Taufstein bezeichnet 1567, Eule-Orgel von 1890. Kirchhof. 

Einfriedung: Einfriedungsmauer aus verputztem Bruchsteinmauerwerk mit Holzschindelabdeckung (neu), Osttor mit zwei verputzten Pfeilern und je einem Sandsteinaufsatz mit abgekanteter Kugel, SW-Pforte mit zwei verputzten Pfeilern und je einem Sandsteinaufsatz mit abgebrochener Kugel, NW-Pforte mit zwei verputzten Pfeilern (ein Sandsteinaufsatz mit Kugel und einer mit abgebrochener Kugel). 

Erschließung: östlicher Zugangsweg mit Allee vom Kirchplatz zum Ost-Tor, Weg mit Allee vom Pfarrhaus zur südwestlichen Pforte. 

Gehölze: am östlichen Zugangsweg Reste einer kurzen Allee (in der nördlichen Reihe eine Kastanie und eine Esche, in der südlichen Reihe ein Spitzahorn und eine Kastanie), am Weg vom Pfarrhaus zum Kirchhof Alle (ein Bergahorn an der südwestlichen Pforte des Kirchhofs, eine alte Linden, eine alte Linde mit abgesetzter Krone, vier jüngere Bäume, ein Stubben), auf dem Kirchhof im Norden ein Bergahorn und eine Esche im Westen der Leichenhalle sowie ein Bergahorn im Osten der Leichenhalle, auf dem Kirchhof an der westlichen Einfriedungsmauer zwei Bergahorn.